# 利韋濟萊鄉 (阿爾巴縣)

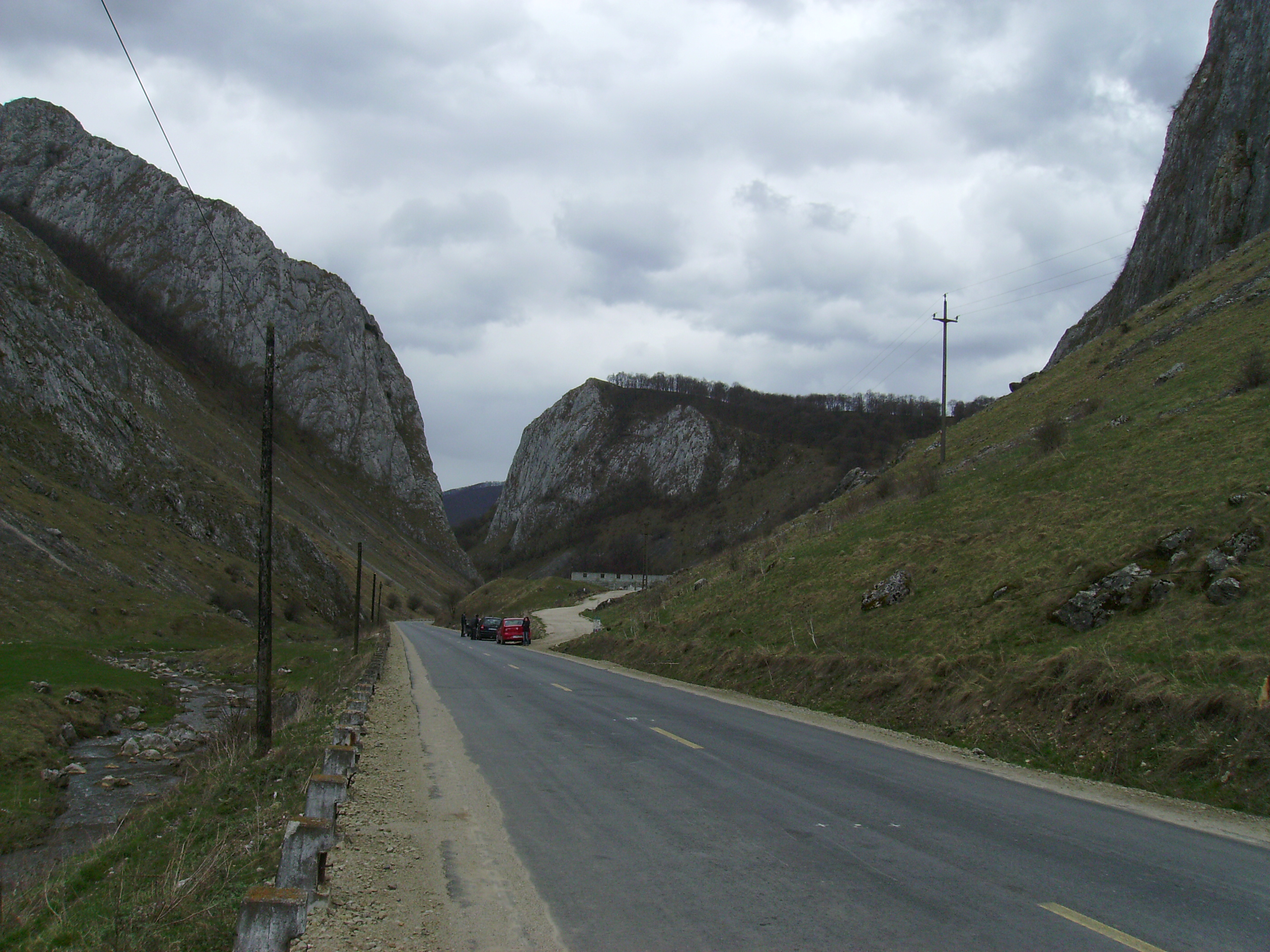

46°21′N 23°38′E / 46.350°N 23.633°E
利韋濟萊鄉（羅馬尼亞語：Comuna Livezile, Alba），是羅馬尼亞的鄉份，位於該國中部，由阿爾巴縣負責管轄，面積66平方公里，海拔高度329米，2011年人口1,192，人口密度每平方公里23人。